# Medalla de la Defensa de Kelat-I-Ghilzie
La Medalla Kelat-I-Ghilzie (anglès: Medal for the Defence of Kelat-I-Ghilzie) és una medalla de campanya emesa per la Companyia Britànica de les Índies Orientals, als defensors del fort de Kelat-I-Ghilzie durant la Primera guerra anglo-afganesa

## Història
Després de la massacre de l'exèrcit del general Elphinstone durant la retirada de Kabul de 1842, les úniques forces que quedaven a l'Afganistan eren a Jalalabad i Kelat-I-Ghilzie, un fort entre Kabul i Kandahar. La guarnició de 932 homes (55 europeus i 877 nadius), estava formada pel 3r Batalló d'Infanteria del Shah Shoja, tres companyies de la 43a Infanteria Nativa de Bengala, quaranta artillers europeus, seixanta sapadors i miners de Bombai i vuit oficials britànics, tots sota el comandament del capità John Halket Craigie. Tots eren membres de l'exèrcit indi, sense cap unitat de l'exèrcit britànic present. Durant la major part de l'hivern, la guarnició va ser assetjada en circumstàncies molt difícils. Finalment, el 19 de maig de 1842, es va enviar una força per retirar la guarnició i rellevar-los del seu lloc. Abans que arribés la força de socors, la guarnició va rebutjar un darrer atac important d'uns sis mil afganesos el 21 de maig de 1842. Uns dies després d'aquest atac, la guarnició va ser finalment rellevada per les forces sota el comandament de Sir William Nott, el 26 de maig de 1842. Pel coratge mostrat per la guarnició de Kelat-i-Ghilzie, la Companyia de les Índies Orientals, el 4 d'octubre de 1842, va autoritzar el lliurament de la medalla a totes les tropes que van participar en el setge prolongat. Un testimoni del servei distingit de les tropes natives és evident en el fet que les tropes del 3r Batalló d'Infanteria de Shah Shoja van ser incorporades a l'Exèrcit de Bengala com el Regiment Kelat-i-Ghilzie.

## Descripció
La medalla, dissenyada per William Wyon, era de plata i feia 36 mil·límetres (1,4 polzades) de diàmetre, amb el següent disseny:

L'anvers conté una corona de llorer amb corona mural a la part superior d'un escut amb la inscripció KELAT-I- GHILZIE.
El revers té un trofeu d'armes damunt d'una placa que porta la inscripció 'INVICTA MDCCCXLII'.
La suspensió consisteix en un tirant d'acer recte, unit a la medalla mitjançant un clip d'acer i un passador.
La cinta és la cinta de color de l'arc de Sant Martí regada comú a la majoria de medalles de la Companyia de les Índies Orientals. És vermell a la vora esquerra es va esvaint a blanc, que va canviar a groc al centre, es va esvair de nou a blanc, fins que finalment es va canviar a blau a la vora dreta.
El nom del destinatari estava gravat en escriptura a la vora de les medalles emeses al personal britànic. Les medalles emeses a les tropes indígenes sovint no tenien nom.

## Medalles de la guerra anglo-afganesa
Es van concedir quatre medalles de campanya separades a les forces dirigides britàniques que van servir a la guerra afganesa de 1839 a 1842:
- Medalla de Ghunzee. Assalt a la fortalesa de Ghuznee, 21-23 de juliol de 1839.
- Medalla de Jallalabad. Defensa de Jalalabad, 12 de novembre de 1841 - 7 d'abril de 1842.
- Medalla per a la Defensa de Kelat-I-Ghilzie. Defensa de Kelat-I-Ghilzie, febrer-26 de maig de 1842.
- Medalla de Candahar, Ghuznee i Cabul. Operacions importants de 1842, l'últim any de la guerra.